# Угричка

Угричка — река в России, протекает в  Ельнинском районе Смоленской области. Устье реки находится в 388 км по правому берегу реки Угра. Длина реки составляет 12 км. На реке расположена деревня Угрица Мутищенского сельского поселения.

## Данные водного реестра
По данным государственного водного реестра России относится к Окскому бассейновому округу, водохозяйственный участок реки — Угра от истока и до устья, речной подбассейн реки — Бассейны притоков Оки до впадения Мокши. Речной бассейн реки — Ока.
По данным геоинформационной системы водохозяйственного районирования территории РФ, подготовленной Федеральным агентством водных ресурсов: 
- Код водного объекта в государственном водном реестре — 09010100412110000020460
- Код по гидрологической изученности (ГИ) — 110002046
- Код бассейна — 09.01.01.004
- Номер тома по ГИ — 10
- Выпуск по ГИ — 0

### Притоки (км от устья)
- 3 км: река Ревучка (пр)